# Almugera Kabar
Almugera Raouf Mohammed Kabar (Bremen, 6 juni 2006) is een Duits voetballer van Libische afkomst die bij voorkeur als linksback speelt. Hij speelt bij Borussia Dortmund.

## Clubcarrière
Kabar is geboren in Bremen en begon met voetballen bij SV Hüsten 09. Borussia Dortmund haalde hem in 2019 weg bij Hammer SpVg. Op 26 oktober 2024 debuteerde hij in de Bundesliga tegen FC Augsburg.